# Piper PA-47 PiperJet
O Piper PA-47 PiperJet foi um Very Light Jet monomotor que foi desenvolvido e seria produzido pela Piper Aircraft. Entretanto, após uma mudança de proprietários da Piper, foi decidido que a aeronave seria redesenhada no PiperJet Altaire. Apesar de ser um sucesso técnico, o projeto Altaire foi cancelado em Outubro de 2011 devido condições econômicas.

## Projeto e desenvolvimento

### PiperJet
O PiperJet foi anunciado em outubro de 2006 como um competidor contra os bimotores Eclipse 500 e Cessna Citation Mustang. A fuselagem da aeronave tinha a mesma seção transversal do Piper PA-46, com um aumento de 4 ft (1,22 m) no comprimento. Era capaz de transportar até 7 passageiros a uma velocidade de cruzeiro de 360 kn (700 km/h), a uma altitude máxima de 35 000 ft (10 000 m). O alcance máximo era algo em torno de 1300 nm, com uma carga paga de 800 lb (363 kg). A Piper selecionou o motor turbofan Williams FJ44-3AP para o PiperJet.
Devido a montagem do motor acima do centro de gravidade, o empuxo é altamente estabilizador (adição de potência pica o nariz da aeronave), na qual pode ser desconcertante para os pilotos. Inicialmente, os projetistas da Piper incorporaram um sistema de compensação automático para coordenar o ângulo de incidência do estabilizador vertical com a configuração de potência. Esse sistema foi substituído por um bocal de empuxo vetorial, desenvolvido pela Williams International, na qual resultou em menor peso e processos de produção simplificados.
Uma característica do projeto da aeronave foi o uso de uma tomada de ar direta para o motor, que é montado no estabilizador vertical, similar a montagem do McDonnell-Douglas DC-10, ao invés da tomada de ar em S, normalmente utilizada por trijatos como o Dassault Falcon 900.
Com o preço estipulado de US$ 2.199 milhões (na cotação de 2006), em 19 de fevereiro de 2007, a Piper anunciou que tinham 180 pré-encomendas. Foi dada a data de entrada de serviço para o início de 2010, porém, a mesma foi modificada para 2011-2012. Em outubro de 2009, a companhia indicou que havia atrasado a data da primeira entrega para meados de 2013, tendo informado seus clientes.
O PiperJet não entraria em produção e em outubro de 2010, a Piper anunciou que desenvolveria uma aeronave com uma fuselagem com seção transversal maior, designado como Piper PiperJet Altaire. Os 160 clientes que encomendaram o PiperJet mantiveram as encomendas para o Altaire, com a nova aeronave custando US$ 2.2 milhões.

### Altaire
Baseado no protótipo do PiperJet, o Altaire contava com uma fuselagem pouco maior com seção transversal redonda e com um manche convencional, ao invés do side-stick original do PiperJet.
A Piper adquiriu novo ferramental para suas instalações em Vero Beach, Flórida, para construir os primeiros quatro protótipos do Altaire que seriam utilizados na certificação da FAA ao longo do ano de 2013. A primeira entrega da aeronave para um cliente seria em 2014, segundo a companhia. Seu primeiro voo, estava acertado para 2012.
A fuselagem do PiperJet original foi projetada utilizando o Piper Meridian como base. Os novos controladores da Piper, Imprimis, considerou o projeto falho, provocando uma revisão do projeto, sem a direta referência ao Meridian. De acordo com o CEO da Piper, Geoffrey Berger, "Nós queríamos dar aos nossos clientes um jato leve mais espaçoso, que incorporasse um projeto modular, lançando as bases para uma futura família de jatos executivos competitivos". O novo projeto da fuselagem provia 10 cm (4 in) de espaço para a cabeça e 22 cm (9 in) para os cotovelos e exclui a corcunda no piso da cabine de passageiros que acomodavam as longarinas da asa no antigo projeto.
O Altaire havia sido projetado para operação com um único piloto, podendo acomodar um passageiro a mais no assento do co-piloto. Combinado com os quatro assentos de passageiros, a aeronave poderia carregar cinco passageiros. A cabine poderia ser especialmente configurada para a montagem de um sexto assento, aumentando a quantidade para seis passageiros (além do piloto). A aeronave contava com 570 L de espaço de bagagem atrás dos assentos dos passageiros, além de outros 570 L de espaço no nariz da aeronave, sendo aquecidos, porém, não pressurizados.
O Altaire seria propelido por um turbofan Williams International FJ44-3AP. Esse modelo de motor emprega um desenho de "empuxo vetorado passivo", que ajuda a compensar a tendência da aeronave picar (nariz ir para baixo) quando a potência é aplicada, como resultado da montagem do motor acima do centro de gravidade. A Piper estimava que, com esse motor, o Altaire poderia ter uma altitude máxima de cruzeiro de 11.000 m (35.000 ft) e velocidade de cruzeiro de 592 km/h (320 kn), tendo a velocidade de cruzeiro máxima estimada em 670 km/h (360 kn). A aeronave era estimada de ter o alcance de 2.200 a 2.400 km (1,200-1,300 nmi).
A aeronave era estimada pela fabricante para ser vendido a US$ 2.6 milhões em configuração 'padrão'. A Piper estimou que o custo operacional ficaria por volta de US$ 730 por hora de voo.

### Cancelamento
Em 17 de outubro de 2011, a companhia anunciou que o programa do PiperJet Altaire estaria "sob revisão". O CEO interim da Piper, Simon Caldecott, disse: "Essa ação está sendo tomada para assegurar que a companhia está alinhando devidamente seus objetivos empresariais e previsões de mercado para jatos leves com as estratégias de investimento e previsões econômicas". No outro dia, 18 de outubro de 2011, o editor-chefe da AVweb, Russ Niles, pediu em sua coluna que o projeto fosse encerrado, considerando "inviável" continuar o projeto em face da oposição da FAA em certificar um jato monomotor para voar aos 10.668 m (35.000 ft) e a falta de motivação econômica, uma vez que a aeronave custaria o mesmo que muitos jatos bimotores. Niles clamou a Piper, dizendo que "quando mais cedo essa "revisão" do projeto acabe e se dê um tiro de misericórdia nele, melhor".
Em 24 de outubro de 2011, apesar do desenvolvimento do Altaire estar "dentro do prazo e orçamento", o programa foi suspenso indefinidamente pela Piper devido a motivos econômicos, com a companhia dispensando parte da equipe que havia sido designada para o projeto. Foi afirmado que a companhia poderia vender o projeto do PiperJet/Altair, se houvesse interesse de outras empresas. Em 2012, o protótipo do PiperJet foi doado ao Florida Air Museum.

## Especificações (PA-47 PiperJet)
Dados de: Piper Aircraft 

### Características Gerais
- Tripulantes: Um ou dois pilotos
- Passageiros: Seis a sete passageiros
- Comprimento: 10.87 m (35 ft 8 in);
- Envergadura: 13.49 m (44 ft 3 in);
- Altura: 4.79 m (15 ft 8 in);
- Motor: 1x turbofan Williams FJ44-3AP, com 2,820 lbf (12.5 kN) de empuxo;

### Performance
- Velocidade de Cruzeiro: 670 km/h (410 mph, 360 kn);
- Alcance: 2.400 km (1,500 mi, 1,300 nmi);
- Teto de Serviço: 11,000 m (35,000 ft)

### Aviônica
- Glass cockpit da Garmin